# Mindehøjen på Holmens Kirkegård
 Der er for få eller ingen kildehenvisninger i denne artikel, hvilket er et problem. Du kan hjælpe ved at angive troværdige kilder til de påstande, som fremføres i artiklen.

Mindehøjen på Holmens Kirkegård er tilegnet de faldne  fra slaget på Reden den 2. april 1801. De faldne officerer og menige er her begravet i en stor massegrav side om side. Det var første gang, menige blev begravet sammen med deres overordnede, som udtryk for en ny patriotisk tidsalder, hvor hierarkiet nedtones til fordel for borgerdyd og patriotisme. Massegraven var et helt bevidst valg, idet der både var tid og plads nok til at anlægge individuelle grave til officererne.

## Historisk baggrund for mindestedet
Under Napoleonskrigene førte Danmark under ledelse af kronprinsregent Frederik 6. en offensiv neutralitetspolitik. Hensigten med dette var at stille Danmark bedst muligt i det europæiske opgør. Resultatet blev dog et andet. England indledte krig mod Danmark, og den engelske flåde angreb København skærtorsdag den 2. april 1801. Dette slag indledte Englandskrigene, som varede fra 1801 til 1814; og det kendes under navnet "slaget på Reden" og resulterede i et dansk nederlag, med ca. 700 dræbte og 900 sårede, hvoraf mange døde i de efterfølgende dage. Selvom krigen var en uvant situation for folket, var der stor opbakning til regeringens beslutninger. Vrede, mod og frygt for englænderne viste sig i form af en stærkt patriotisk stemning. Man valgte at fokusere på den danske flådes bedrift frem for slagets resultat, og slaget blev derved opfattet som en heltedåd og en form for sejr. Denne selvforståelse kom til at præge mindehøjen på Holmens Kirkegård.

## Opførelsen af mindestedet
Begravelsen foregik på påskesøndag tre dage efter. Nærmest hele byen fulgte de døde til deres sidste hvilested, i procession fra Søkvæsthuset til kirkegården. I det enorme optog deltog hofmarskalken og de højeste hofembedsmænd, Københavns kommandant, admiraler og andre søofficerer, videnskabsmænd, kunstnere og borgere, og bagest 1.000 mand fra Det kongelige livkorps. Blandt de mange tusinde deltagere var Oehlenschläger, Grundtvig og St.St. Blicher - samt kobberstikker Gerhard Ludvig Lahde der, berørt af patriotismen, samme dag lavede et udkast til et indsamlingsprojekt, der skulle finansiere et værdigt mindesmærke over de faldne. Han udgav så et kobberstik af kampen set fra Kastelsvolden, ledsaget af et digt af professor Sander, og salgsindtægterne gik ubeskåret til mindehøjen. Fra 5. april til 3. juli begravedes ca. 500 i fællesgraven; mange var hentet op af havet. 19. december var der indsamlet 1.600 rigsdaler, og på årsdagen nedlagde kommandør Olfert Fischer grundstenen.  Bidragene kom primært fra hovedstadens middelklasse, mens der stort set ingen bidrag kom fra hertugdømmerne. Idéen slog an hos befolkningen, og en af datidens mest iøjnefaldende billedhuggere, Johannes Wiedewelt, blev valgt til at udforme monumentet. Han virkede som det oplagte valg, idet han tidligere havde udført mindesmærker, hvor han kombinerede klassisk symbolik med dansk-nordiske elementer.
Til erindringsstedet for de faldne soldater blev den samme symbolik taget i brug. Dette blev blandt andet gjort ved at bygge en jordhøj, der skulle minde om en oldtidshøj, ovenpå selve gravstedet. Dengang havde man fra Holmens Kirkegård frit udsyn til Kongedybet og Middelgrunden, hvor søslaget fandt sted. I højen blev der anlagt en bue af granitsten med en indlagt marmortavle med en krans af flettede laurbær- og egeblade. Denne krans var den klassiske antikke hæderskrans til gode borgere. Under den stod følgende indhugget:
Den Krands som Fædrelandet gav
den visner ei
paa falden Krigers Grav.
Denne skrift vidner om, at borgerskabet hylder sig selv og fædrelandet, og ikke kongen og fædrelandet. Graven omkranses af kampesten med navne på hver af de 11 faldne marineofficerer, og stenenes størrelse er afpasset efter de afdødes rang og opsat i den orden, skibene havde ligget 2. april. Med højen indledtes en ny epoke, hvor det blev mondænt at blive gravsat på Skibskirkegården (Holmens Kirkegård).  På toppen af mindehøjen blev der placeret en obelisk, der var udhugget af én stor norsk blok marmor, forsynet med indskriften:
De faldt for Fædrelandet
den 2. april 1801.
Medborgernes Erkjendtlighed
reiste den dette Minde.
Mindehøjen blev indviet af kronprins Frederik den 6. i 1804. Den afspejler udviklingen fra klassicisme med obelisken i marmor til en ny tid med nordiske symboler i form af oldtidshøjen og kampestenene. Dette er begyndelsen på 1800-tallets statsborgerlige opfattelse med nationalisme og patriotisme som også genspejles i Henrik Hertz' digt om slaget.
I de følgende år udførtes beplantningen af mindestedet efter G.L. Ladhes plan. Han beskrev planen således:
| „ | Egetræer ønskede jeg især fremelskede, siden de opnaa en høj Alder, og deres Blade udgør Borgerkransen. Elleve Popler skulde grupperes sammen, da dette Træ er Herkules helliget, 11 Officerer var faldne i denne hæderlige Kamp. I Baggrunden skulle der findes en Gruppe Træer af Blodbøg, Bæverask og Taare-Pil. Vedbend skulde malerisk omslynge Steenmassen. Hvidtorn skulde give en frodig Indhegning til den Tid, da Stakitværket maaskee forfalde. Alle Slags Naale-og Grantræer med deres Grønt skulde pryde Stedet baade Vinter og Sommer. | “ |

Da beplantningen var færdig, malede C.W. Eckersberg et billede af anlægget, og G.L. Lahde lavede et kobberstik efter dette maleri. Kobberstikket gjorde mindehøjen til et erindringssted for Englandskrigene, og for første gang hængte borgerskabet en gengivelse af et mindested op i deres hjem. Mindestedet blev både skabt for at erindre fortiden, og få de kommende generationer til at beholde de rette værdier. Lahde siger selv følgende om mindesmærker:
| „ | Mindesmærker ere ej alene Æresbeviis, som skyldes Fortjenester; de ere den offentlige Opfordring til Efterslægten til lignende Dyder. Regenten og Folket ærer sig selv, naar de ærer Fortjenester. De Gamle sørgede alvorligen for offentlige Mindesmærkers Tilstedeværelse. Ved at ligne dem heri tør man haabe, at Almenaand, Patriotisme, Selvopofrelse og alle gode Dyder bliver almindeligere. | “ |

## Anvendelse af mindestedet
Hvert år den 2. april afholdes en ceremoni med kransenedlæggelser ved mindehøjen, og i 2007 ved 200 års-jubilæet for Københavns bombardement, var der for første gang officiel engelsk deltagelse til et jubilæum.  Forsvarets Krigergravstilsyn står for vedligeholdelsen af mindehøjen, som er deres dyreste enkeltopgave.